# Брика, Карл Фредерик
Карл Фредерик Брика (дат. Carl Frederik Bricka; 10 июля 1845, Копенгаген — 23 августа 1903, Копенгаген) — датский историк, биограф и архивист. Был редактором Dansk biografisk Leksikon.

## Биография
Родился в семье Фредерика Вильгельма Теодора Брика (1809—1879), армейского врача и Марии Доротеи (урожденная Риппергер, умерла 2 марта 1847 года), у него был старший брат Георг Стефан Брика (5 октября 1842 — 30 декабря 1901), который сначала изучал право, а затем филологию и историю и работал профессором и историком. Брика был крещён в Церкви Святого Петра. В 1855 году, через восемь лет после смерти матери, его отец женился на Сесилии Амменторп (1814—1897) . Поступил в школу в апреле 1852 года и через три года встретил Йоханнеса Стинструпа, с которым был тесно связан всю жизнь.
В конце его школьных лет умер датский король Фредерик VII и началась австро-прусско-датская война, поэтому его отца перевели в Бродерсби под Шлезвигом. Уже в детстве Брика проявлял большой интерес к историческим предметам. В школьные годы история была одним из его любимых предметов, а свободное время он проводил за чтением исторических трудов и сбором небольшой коллекции монет. Окончил школу с похвальной грамотой от учителя истории и начал изучать историю в 1862 году, хотя его отец советовал ему изучать филологию. В 1870 году закончил обучение в Копенгагенском университете, получив степень магистра. В 1871 году устроился ассистентом в Королевскую библиотеку Дании, а в 1882 году стал сотрудником Секретного архива (Имперского архива), где в 1889 году был повышен до архивариуса, а в 1897 году назначен Имперским архивариусом. Брика особенно интересовался биографиями исторических деятелей и историей Дании XVI и XVII веков. Среди прочего, он описал отношения между Фредериком II и его возлюбленной детства (Анной Харденберг) и, совместно с Й. А. Фридерицием, опубликовал письма короля Кристиана IV в семи томах.
Брика также был членом Датского исторического общества (Danske Historiske Forening) и Общества истории Отечества (Selskabet for fædrelandets historie) и издавал «Historisk tidsskrift» с 1878 по 1897 год и «Danske magazin» с 1883 года. С 6 февраля 1894 года Брика был почётным членом Шведской королевской академии литературы, истории и древностей.
Самой важной работой Брики был первоначально 19-томный словарь Dansk biografisk lexikon. Последние три тома появились только после его смерти и были опубликованы Лаустом Лаурсеном и Йоханнесом Стинструпом. Словарь пересматривался и дополнялся с 1933 года и был переиздан в 27 томах Повлом Энгельстофтом и Свендом Далем.